# Plesiolena
Plesiolena is een geslacht binnen de orde van de spinnen. Het zijn muisspinnen, die vrij gevaarlijk zijn door hun neurotoxisch gif. Dit geslacht bestaat uit 2 soorten, die allebei endemisch zijn in Chili.

## Soorten
Het geslacht kent de volgende soorten:
- Plesiolena bonneti (Zapfe, 1961)
- Plesiolena jorgelina Goloboff, 1994